# Llorenç Basachs
Llorenç Basachs fou un compositor i instrumentista a Catalunya durant els segles XVIII i XIX. També es pot trobar referències com a Llorenç Bassachs i, fins i tot, com a Llorenç Vesachs.

## Biografia
Basachs es va formar de petit com a cantaire al cor de la Seu de Manresa entre els anys 1776 i 1781. Així mateix, anys més tard, també va continuar formant part com a membre de l’església, però exercint com a instrumentista de la capella des de l'any 1788 fins al 1840.
S'especula que, gairebé segur, Segimon Basachs (1766-1773), també músic, fou el seu germà. Així doncs, un dels dos germans va ser l'organista de Sant Llorenç de Morunys, però com que la font que ens ho informa no respecta cap inicial dels noms de pila, no es pot saber amb certesa qui dels dos va ser-ho. Tot i això, es tendeix a pensar que ho va ser Segimon, ja que la Catedral de Girona conserva un quadern manuscrit el qual conté música d'orgue de la seva propietat amb constància del seu nom a la primera pàgina. Per això, cal tenir en compte que, en moltes obres, solament trobem la grafia de Basachs la qual era el cognom de Llorenç, però també del seu germà Segimon, de manera que això dificulta saber a quin dels dos germans es fa referència.